# Mincivan
Mincivan (ryska: Миндживан, armeniska: Mijnavan, Միջնավան) är en ort i Azerbajdzjan. Den ligger i distriktet Zängilan, i den södra delen av landet, 300 km sydväst om huvudstaden Baku. Mincivan ligger 315 meter över havet och antalet invånare är 6 353.
Terrängen runt Mincivan är varierad. Mincivan ligger nere i en dal. Närmaste större samhälle är Zängilan, 8,8 km nordväst om Mincivan.
Trakten runt Mincivan består till största delen av jordbruksmark. Runt Mincivan är det ganska glesbefolkat, med 34 invånare per kvadratkilometer.